# Ware contro Hylton
 Ware contro Hylton, noto anche come British Debt Case (lett. "Caso del debito britannico"), è stato un caso storico della Corte suprema degli Stati Uniti d'America, la cui decisione ha ritenuto che i trattati stipulati dal governo federale ai sensi della Costituzione degli Stati Uniti hanno la precedenza sulle leggi degli Stati federati. 
È stato il primo caso della Corte suprema che ha riguardato i trattati, il primo a stabilire che le disposizioni dei trattati sono vincolanti quanto il diritto nazionale degli Stati Uniti e il primo ad affermare la supremazia del diritto federale sul diritto degli Stati federati. Ware contro Hylton è anche noto per aver articolato la dottrina legale che in seguito avrebbe consolidato l'uso del controllo di legittimità costituzionale (o "revisione giudiziaria"; judicial review), in base alla quale i tribunali federali hanno l'autorità di risolvere i conflitti nella gerarchia delle fonti.

## Il fatto
Il Trattato di Parigi del 1783, che pose fine alla guerra d'indipendenza americana tra il Regno di Gran Bretagna e gli Stati Uniti, prevedeva che i creditori di entrambi i Paesi «non fossero ostacolati da alcun impedimento legale» nel recupero dei debiti contratti gli uni dagli altri.
Daniel Hylton, un residente dello Stato federato del Virginia aveva un debito con un soggetto britannico; lo Stato aveva emanato una legge che consentiva ai debitori dei creditori britannici di annullare i propri debiti, sulla base del fatto che il debito era dovuto a un nemico straniero. Ware, l'amministratore del creditore britannico William Jones, ha citato in giudizio Hylton in una corte di prima istanza del Virginia e poi in appello presso la Corte suprema per recuperare quanto dovuto, citando le pertinenti disposizioni del trattato.

## La sentenza

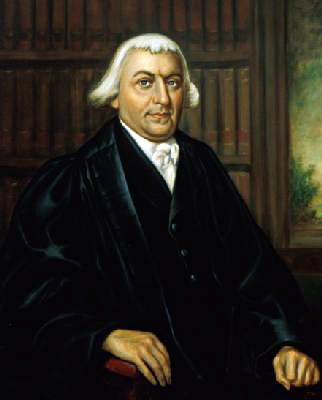
Il giudice Iredell ha espresso il parere principale della Corte.

La Corte suprema ha annullato la legge del Virginia principalmente sulla base del fatto che violava la «clausola di supremazia» dell'Articolo VI della Costituzione degli Stati Uniti d'America, che stabilisce che le leggi e i trattati federali sono la legge suprema del Paese. Il Trattato di Parigi, ratificato ai sensi della Costituzione, aveva quindi forza di legge federale interna e aveva la precedenza sulla legge di Stato federato in conflitto; questa è stata la prima volta in cui la clausola è stata esplicitamente citata dalla Corte. Il giudice James Iredell ha espresso il parere principale della Corte, che è spesso il più citato.
La decisione della Corte è stata tra le prime a discutere gli obblighi degli Stati Uniti ai sensi del diritto internazionale, allora chiamato «diritto delle Nazioni». Il giudice James Wilson ha affermato che una volta diventati uno Stato sovrano, gli Stati Uniti erano «destinati a recepire il diritto delle Nazioni, nel suo moderno stato di purezza e raffinatezza»; quindi, la legge del Virginia era nulla poiché non era conforme all'usanza internazionale di onorare i trattati. Wilson riteneva inoltre che anche i privati cittadini avessero il dovere di adempiere agli obblighi del trattato, al punto che se anche l'annullamento dei debiti fosse stata consuetudine nel diritto internazionale, tale annullamento sarebbe stato comunque precluso dal Trattato di Parigi. Il giudice Samuel Chase ha appoggiato la posizione di Wilson, ritenendo che tutte le leggi degli Stati federati in conflitto con i trattati federali fossero «chine» davanti a loro. L'opinione di Chase ha caratterizzato la prima articolazione del diritto internazionale in una corte federale degli Stati Uniti, attingendo dagli scritti del giurista e avvocato internazionale svizzero Emmeric de Vattel.
Ware contro Hylton è anche noto per aver coinvolto diverse personalità di spicco della giurisprudenza dell'epoca, tra cui Patrick Henry, John Wickham e John Marshall, che in seguito sarebbe diventato Presidente della Corte suprema degli Stati Uniti. Sebbene rappresentasse la parte perdente in causa, l'argomento di Marshall gli valse grande ammirazione, pronunciando la sua reputazione di avvocato e studioso di diritto.

### Esplicative
1. ↑  Il ruolo di Presidente della Corte era vacante. Oliver Ellsworth, nominato per ricoprire il ruolo l'8 marzo 1796, non ha preso parte all'esame o alla decisione del caso.

### Fonti
1. ↑  (EN) Ware v Hylton: Supreme Court Power to Invalidate State Laws, su Constitutional Law Reporter. URL consultato il 29 marzo 2022.
2. ↑  Frankel, pp. 1-13.
3. ↑  (EN) Maeva Marcus, Editor; et al., Documentary History of the Supreme Court of the United States, 1789–1800, 2007.
4. ↑  Dallas, p. 198.
5. ↑  Dumbauld, pp. 38-56.
6. ↑  (EN) William S. Dodge, Withdrawing from Customary International Law: Some Lessons from History, New York, Rochester, 2010, SSRN 1748673.
7. ↑  Flanders, pp. 30-31.
8. ↑  Flanders, p. 38.